# Deutschland (Schiff, 1900)
Der Doppelschrauben-Schnelldampfer Deutschland wurde ab 1900 von der Hamburg-Amerikanische Packetfahrt-Actien-Gesellschaft (HAPAG) im Transatlantikverkehr eingesetzt. Er war der zweite deutsche Dampfer, der das Blaue Band gewann. Ab 1911 wurde der Schnelldampfer als Kreuzfahrtschiff Victoria Luise eingesetzt.
Aufgrund des schlechten Zustands des Schiffes wurde es nicht von den Siegermächten des Ersten Weltkriegs beansprucht und war der einzige verbleibende große Dampfer unter deutscher Flagge. Umgebaut und umbenannt in Hansa diente die ehemalige Deutschland von Oktober 1921 bis 1925 als Auswandererschiff.

## Geschichte
Die Deutschland wurde ab 1898 bei der Stettiner Maschinenbau A.G. „Vulcan“ für HAPAG gebaut. Der Aufsichtsrat der HAPAG trieb die Pläne für dieses Schiff voran, um im Wettbewerb um den Transatlantikverkehr die Mitbewerber Norddeutscher Lloyd (NDL) und White Star Line zu übertrumpfen. Die Bedenken des Generaldirektors Albert Ballin über eine mögliche mangelnde Wirtschaftlichkeit eines solchen Schiffes fanden kein Gehör.
Der Stapellauf des 16.502 Bruttoregistertonnen großen Schiffes fand am 10. Januar 1900 in Anwesenheit von Kaiser Wilhelm II. in Bredow bei Stettin statt; die Taufrede hielt Außenminister Graf Bernhard von Bülow. Bereits auf seiner Jungfernfahrt von Eddystone nach Sandy Hook eroberte es am 4. Juli 1900 mit einer durchschnittlichen Geschwindigkeit von 22,42 Knoten und einer Zeit von 5 Tagen, 15 Stunden und 46 Minuten zum ersten Mal das Blaue Band in westwärtiger Richtung. 1901 errang die Deutschland mit einer Fahrtzeit von 5 Tagen, 7 Stunden und 38 Minuten bei einer Höchstgeschwindigkeit von 23,36 Knoten das Blaue Band ostwärts. Die hohen Fahrleistungen bereiteten aber auch technische Probleme. Das bei hohen Fahrstufen einsetzende Vibrieren der Maschinenanlage bewirkte, dass das Ruder am 22. April 1902 auf der Rückfahrt von New York nach Hamburg verloren ging und der aus Gusseisen gefertigte Achtersteven brach. Das Schiff konnte aus eigener Kraft Hamburg erreichen, lag aber die gesamte Sommersaison zur Reparatur bei Blohm & Voss. Nach der Überholung konnte das Schiff am 8. September 1903 das Blaue Band für die schnellste Fahrt nach Westen vom NDL-Schnellpostdampfer Kronprinz Wilhelm zurückerobern. Diesen Titel behielt die Deutschland bis zum Oktober 1907, als ihn die Lusitania übernahm.

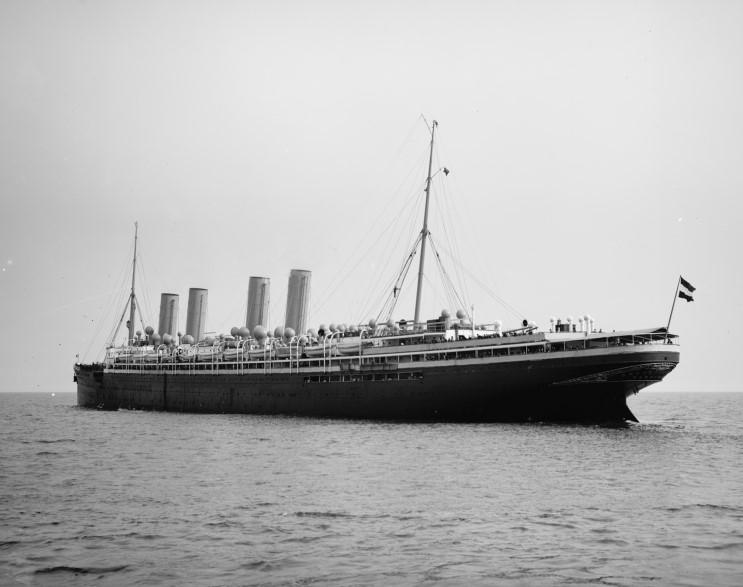
Die Deutschland 1903 vor New York

Aufgrund des hohen Kohleverbrauchs wurde die Deutschland im Oktober 1910 außer Dienst genommen und umgebaut. Die Maschinen wurden gedrosselt und die Inneneinrichtung an die Bedürfnisse von Kreuzfahrten angepasst. Am 23. September 1911 stach sie mit neuem weißen Rumpfanstrich unter dem Namen Victoria Luise als größtes Kreuzfahrtschiff der Welt von Hamburg aus in See.

### Geplanter Einsatz als Hilfskreuzer
Für den Ersten Weltkrieg wurde sie in einen Hilfskreuzer umgebaut, konnte jedoch aufgrund ihrer für Hochleistungsbetrieb ungeeigneten Kesselanlage nicht eingesetzt werden. Aufgrund des schlechten Zustands des Schiffes im Jahr 1919 wurde es nicht von den Siegermächten des Ersten Weltkriegs beansprucht und war damit der einzige verbleibende große Dampfer unter deutscher Flagge.

### Nachkriegsverwendung
Nach einer Generalüberholung, bei der zwei der vier Schornsteine entfernt wurden, trat das Schiff im Oktober 1921 seine erste Reise als Auswandererschiff unter dem Namen Hansa und dem Kommando von Kommodore Thomas Kier an. Da die USA bald darauf die Einwanderung begrenzten, erwies sich dieses Geschäft als nicht mehr profitabel. Die Hansa wurde 1925 bei A.G. Vulcan Hamburg verschrottet.

## Galerie

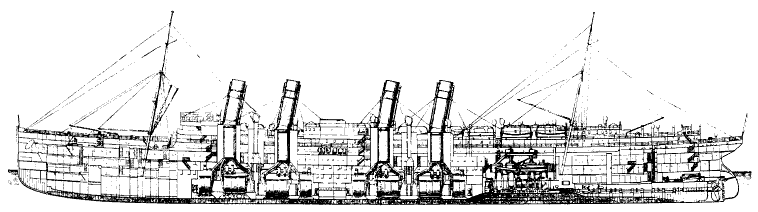
Schnitt durch das Schiff
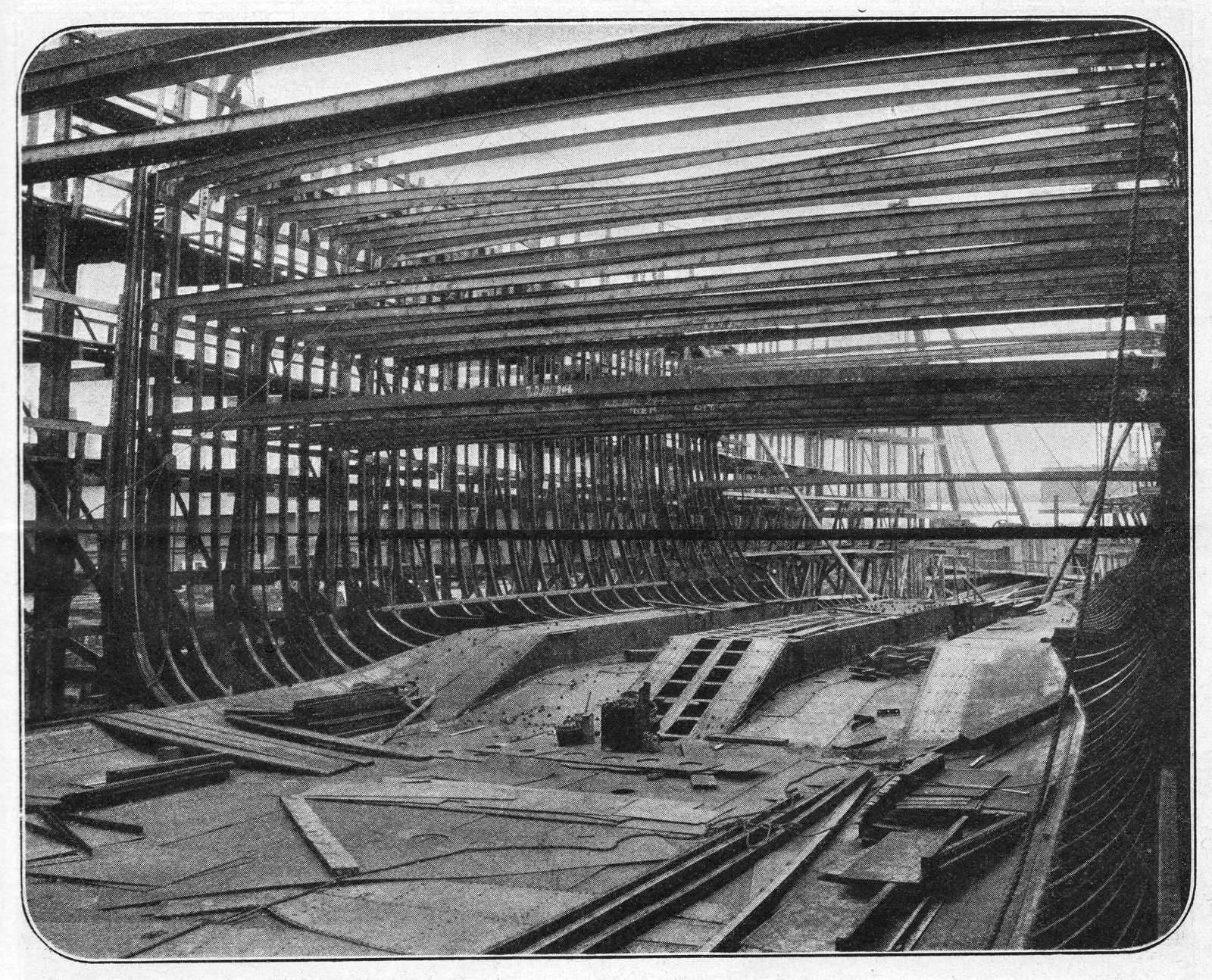
Im Bau am 28. Mai 1899
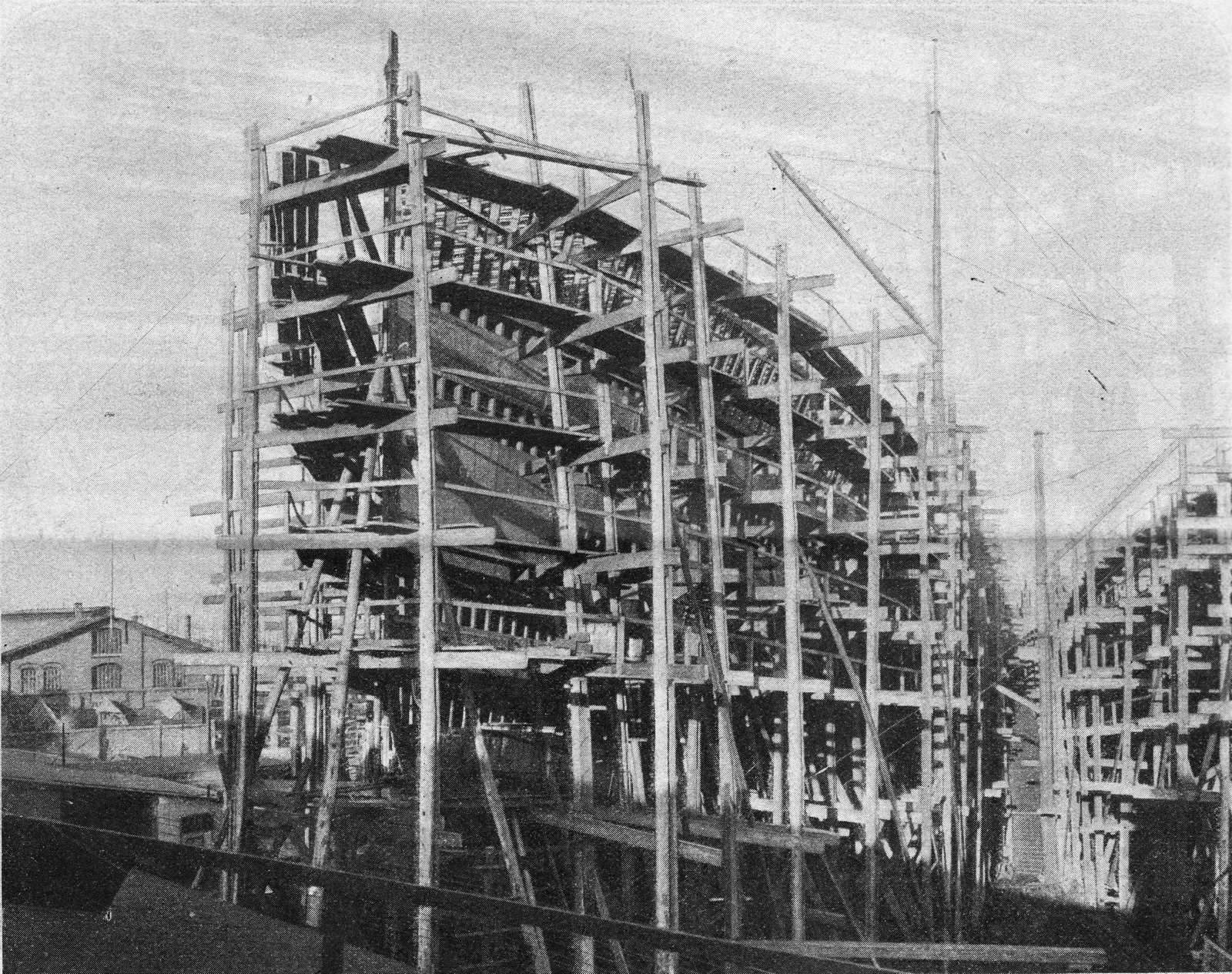
Im Bau am 24. September 1899
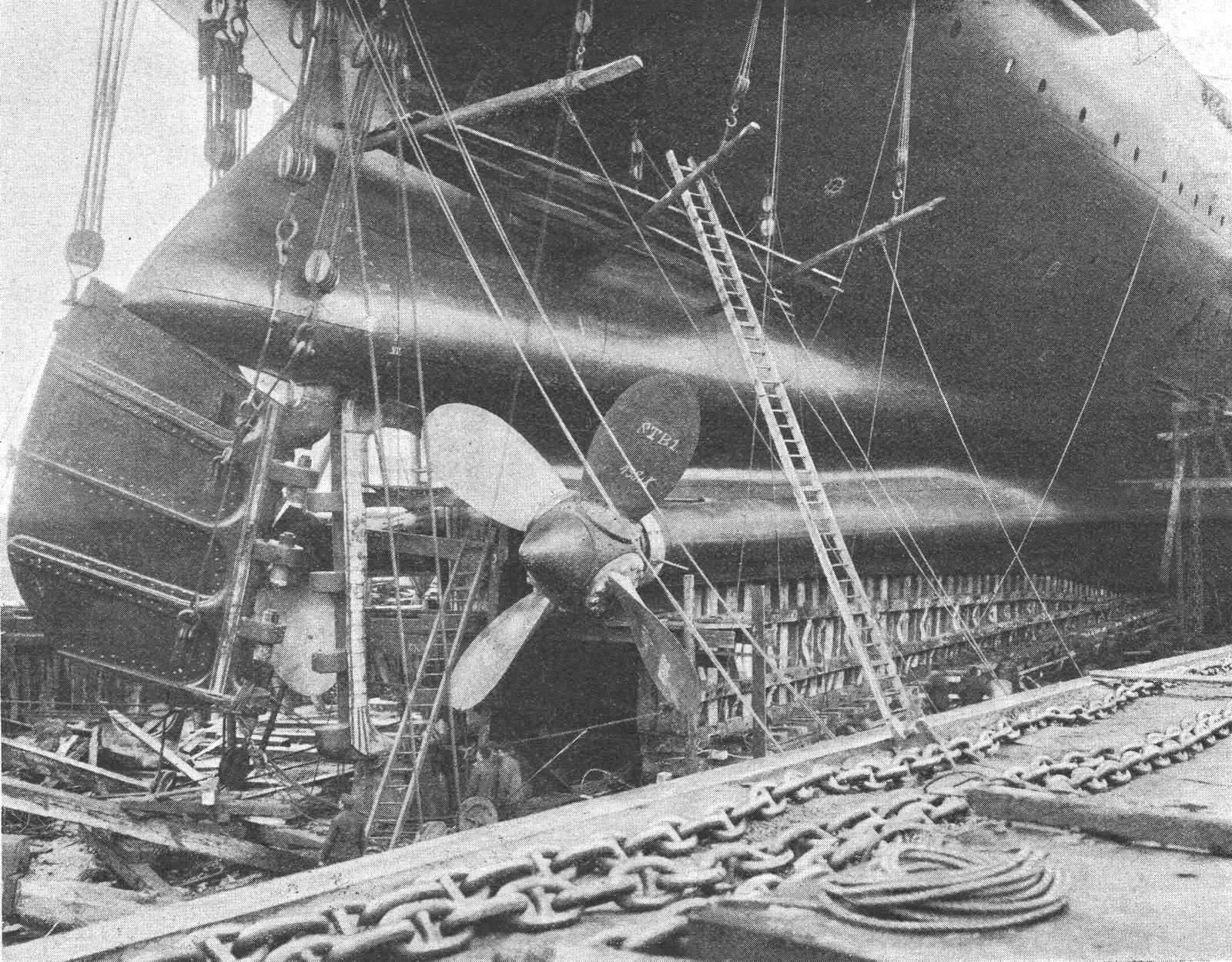
Einsetzen des Ruders in den Rudersteven
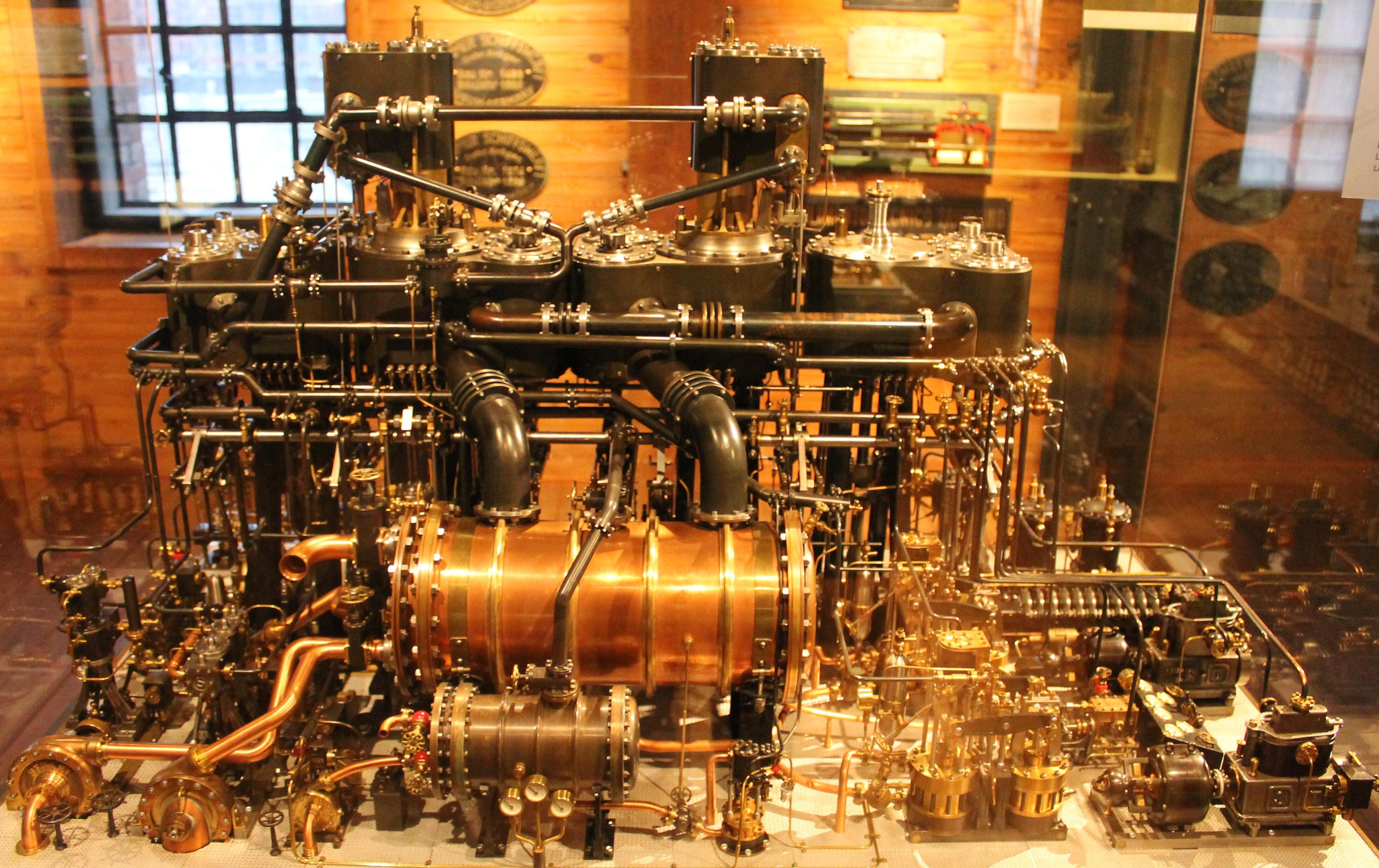
Modell der Vierfach-Expansionsmaschine
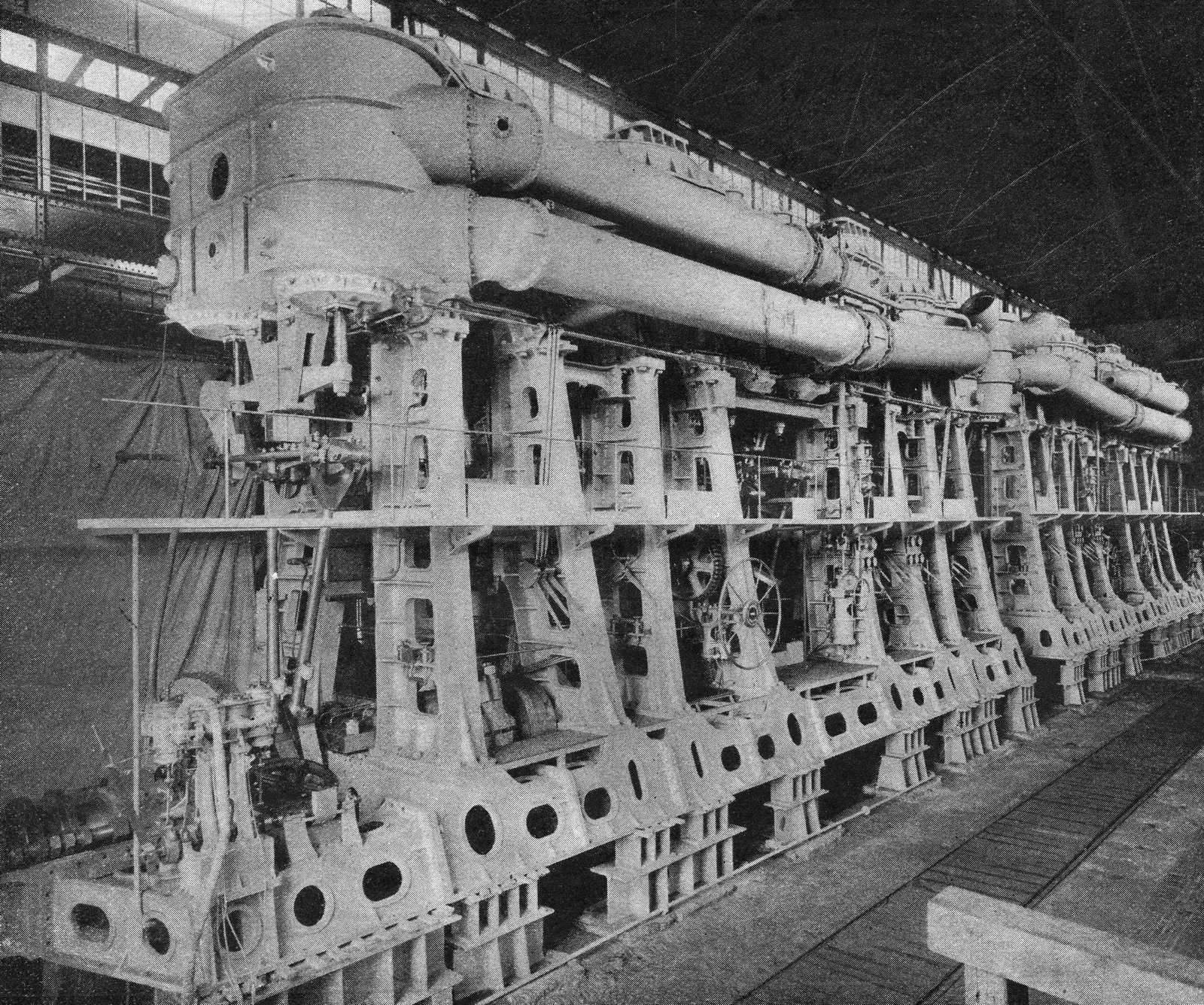
Dampfmaschine
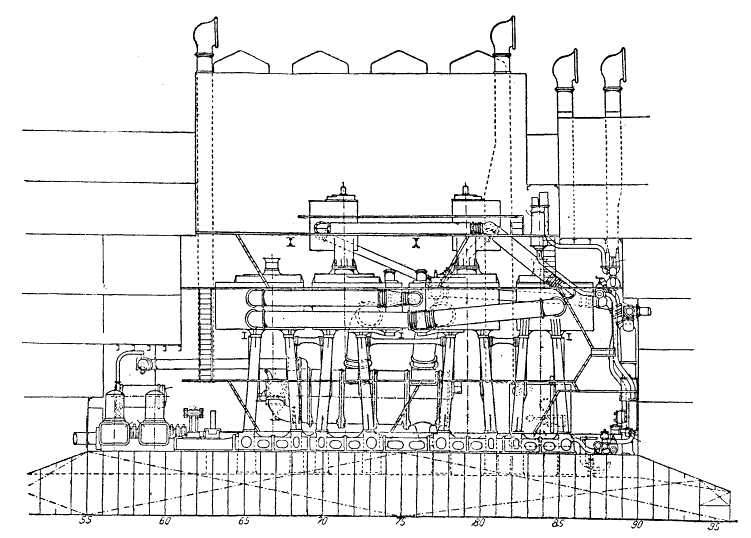
Schnitt durch die Dampfmaschine des Schiffes
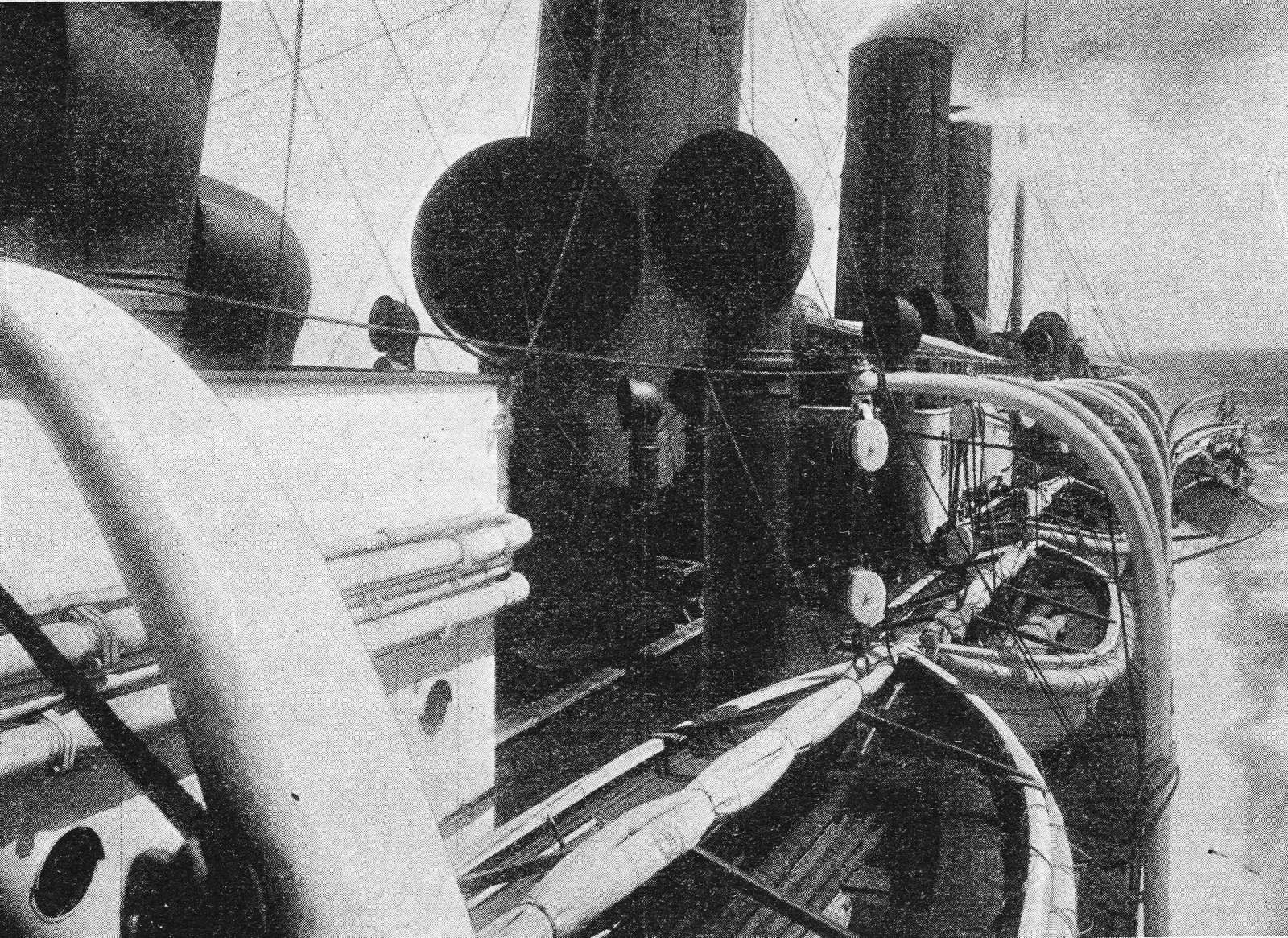
Blick über das Bootsdeck
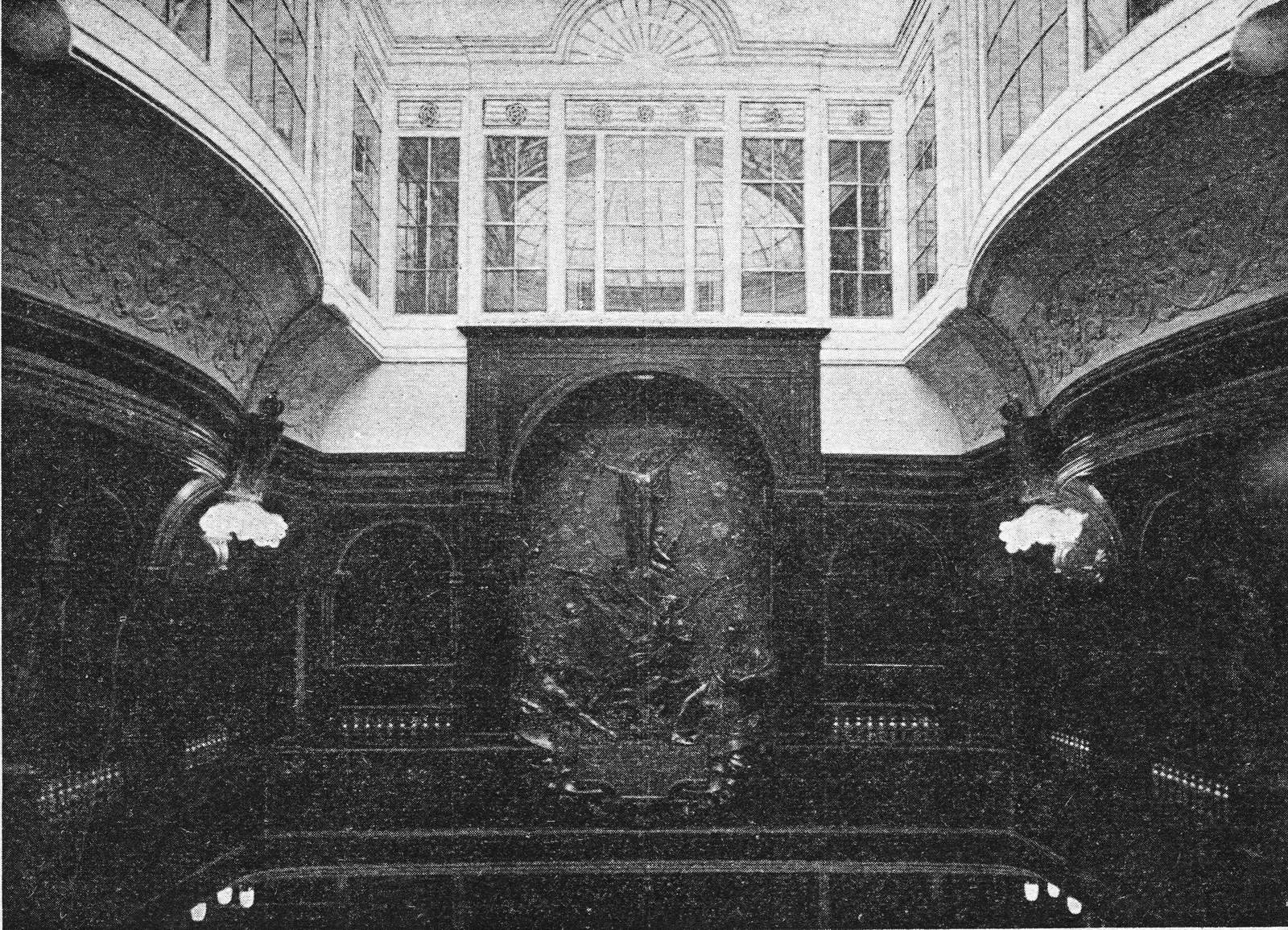
Der Kuppelbau über dem Speisesaal
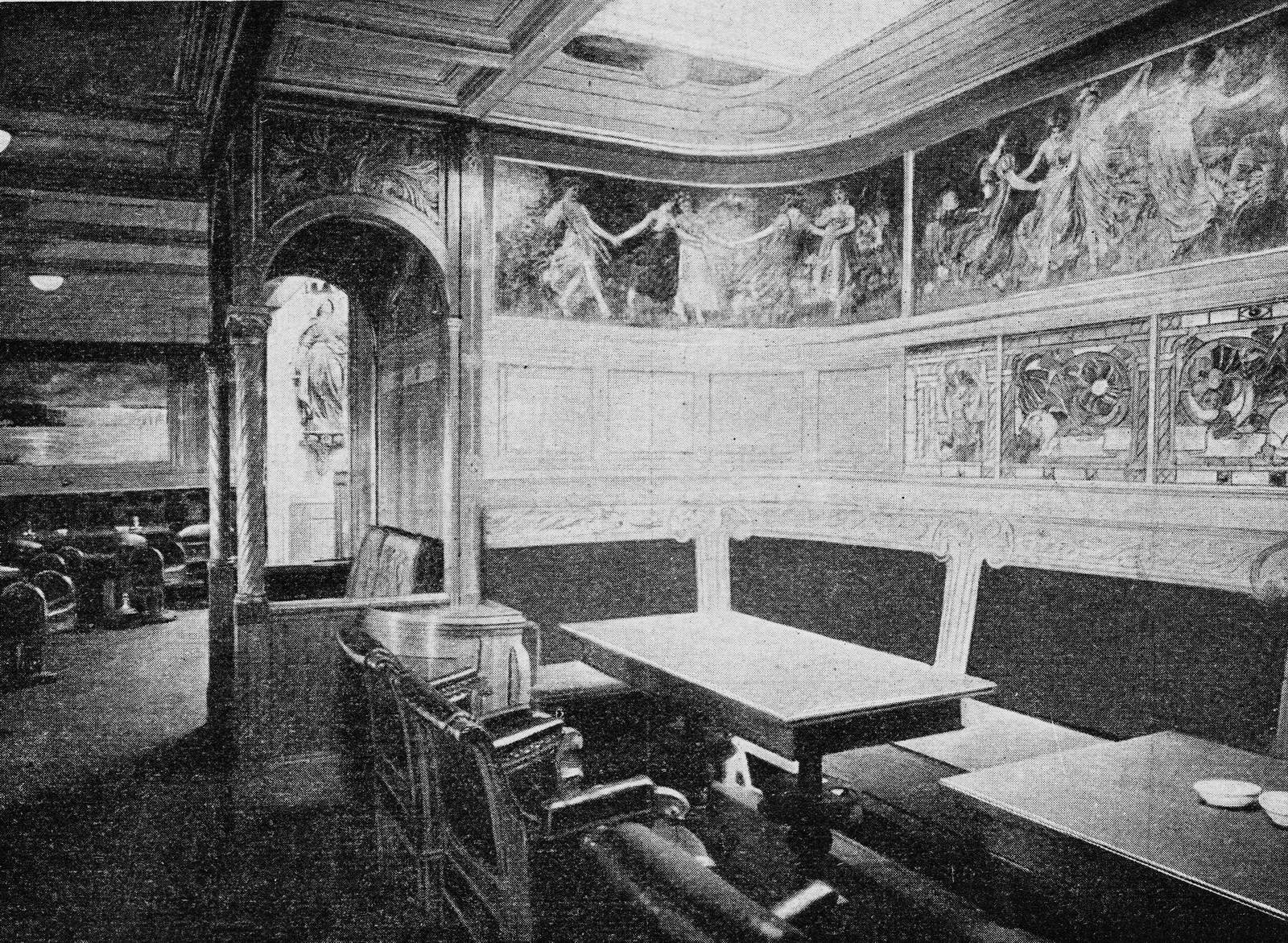
Der Rauchsalon
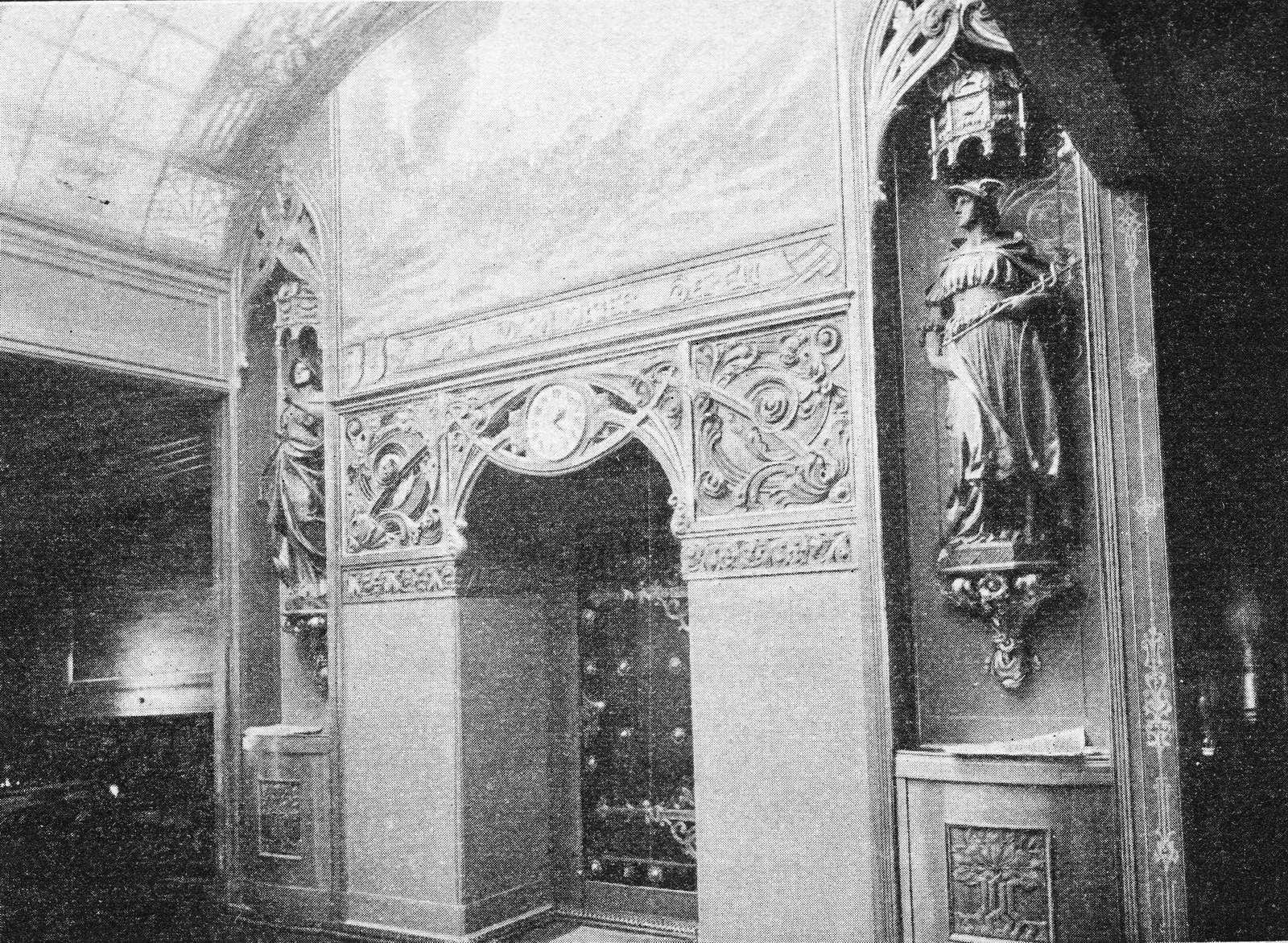
Partie aus dem Rauchsalon
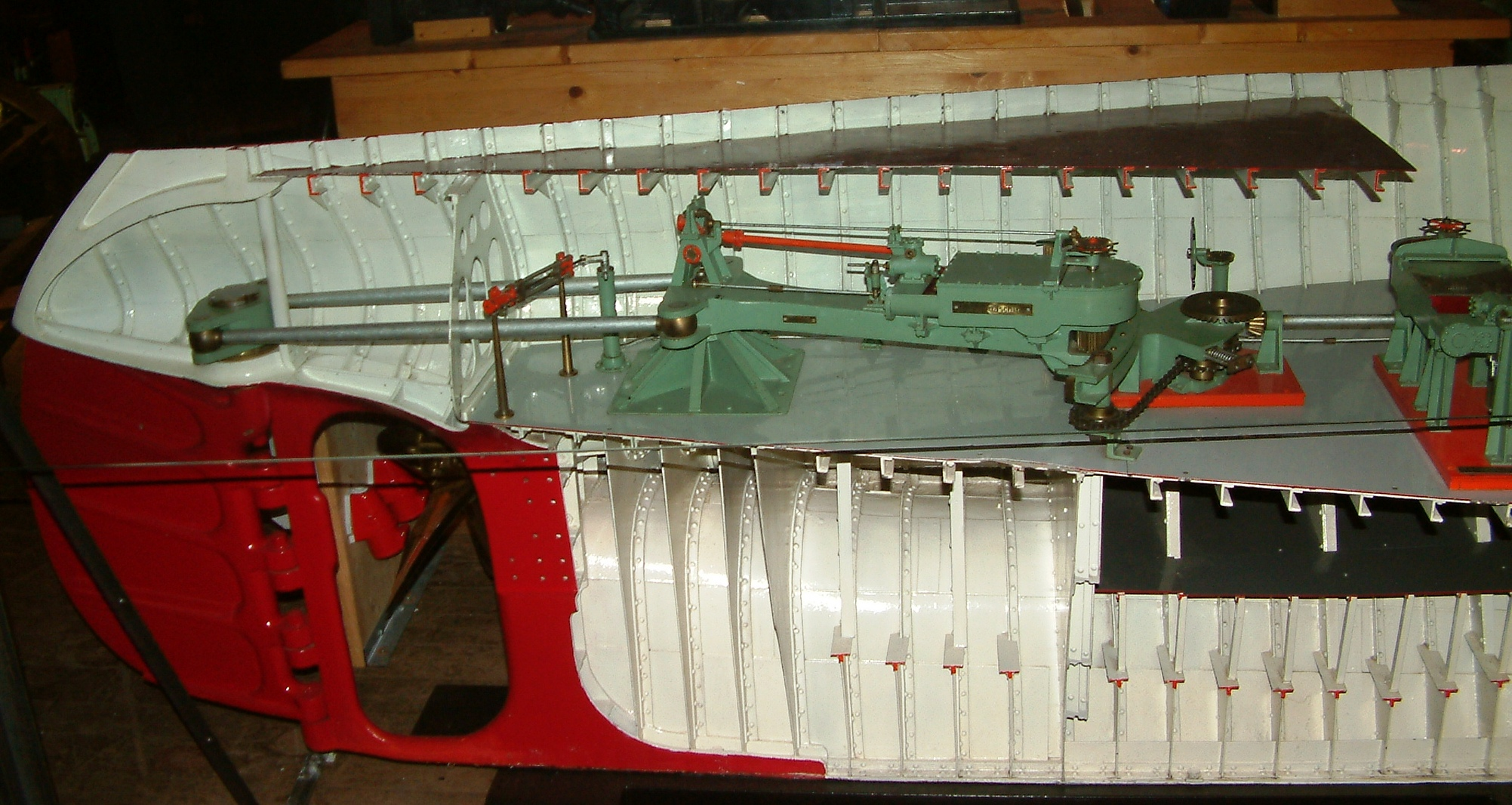
Rudermaschine im Modell der Deutschland